# Radulinopsis
Radulinopsis is een geslacht van straalvinnige vissen uit de familie van donderpadden (Cottidae).

## Soort
- Radulinopsis derjavini Soldatov & Lindberg, 1930
- Radulinopsis taranetzi Yabe & Maruyama, 2001